# José de Madrazo
José de Madrazo y Agudo (Santander, 22 aprile 1781 – Madrid, 8 maggio 1859) è stato un pittore e litografo spagnolo, capostipite di una delle più famose famiglie di artisti spagnoli. Viene considerato il miglior rappresentante del Neoclassicismo spagnolo.

## Biografia
Nacque a Santander, si formò a Madrid presso l'Accademia Reale di Belle Arti di San Fernando con i pittori Cosma de Acuña e Gregorio Ferro.
Nel 1803 vinse una borsa di studio per studiare nell'Accademia di Belle Arti di Parigi.
José de Madrazo visse nella capitale francese per circa due anni, diventando uno dei pittori favoriti di Jacques-Louis David, suo maestro, che particolarmente ammirava il suo rigoroso stile neoclassico espresso nell'opera Gesù nella casa di Anna.

### Il soggiorno a Roma

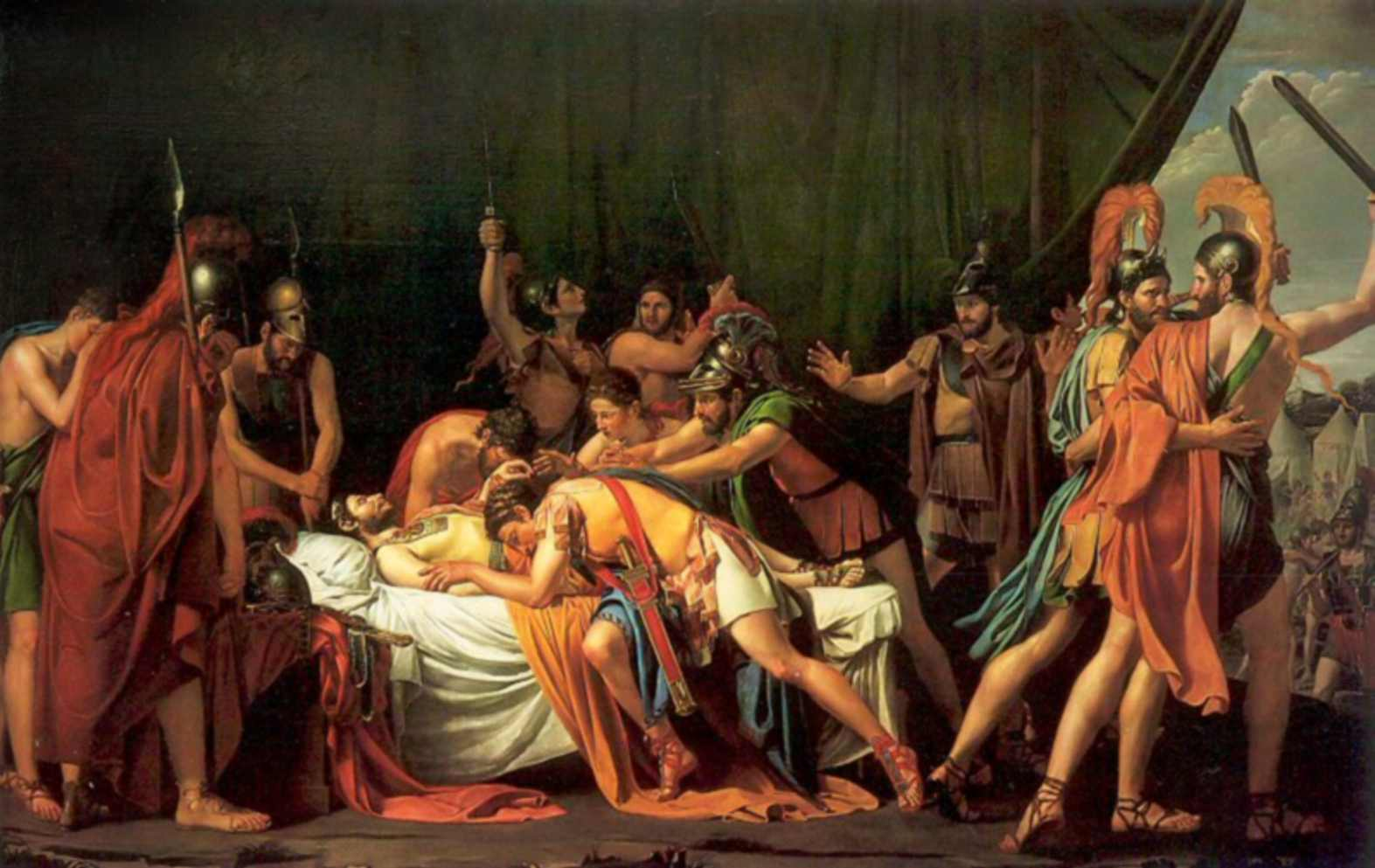
José de Madrazo, La Morte del Virato, Madrid, Casón del Buen Retiro.

Nel 1806, Madrazo, convinto dal suo maestro David che lo invitava a studiare le opere classiche dal vivo, partì insieme con il suo amico Ingres, anch'egli allievo di David, alla volta di Roma, dove completò la sua formazione.
Nella Città Eterna, Madrazo conseguì un discreto successo, grazie all'opera La morte del Virato, che dipinse negli anni in cui studiava nell'Accademia di San Luca. Il suo stile si caratterizzava per la sua estrema teatralità e per le tematiche storiche di esaltazione patriottica, sulla scia di David.
Durante il periodo della conquista francese della Spagna, Madrazo, pur trovandosi fuori dalla propria patria, fu uno dei più accesi oppositori al governo di Giuseppe Bonaparte, per questo motivo il pittore spagnolo venne fatto prigioniero dai francesi presenti a Roma e fu rinchiuso prima in Castel Sant'Angelo e poi presso l'Ambasciata Spagnola. Qui ebbe modo di conoscere i sovrani spagnoli Carlo IV e Maria Luisa di Borbone-Parma, ai quali Napoleone, aveva imposto l'esilio.
Nel 1813, Madrazo venne nominato Pittore della Real Camera, dei due sovrani spagnoli e successivamente anche Accademico di Merito dell'Accademia di San Luca.
Negli anni romani, Madrazo si dedicò soprattutto alla ritrattistica, numerose sono le opere raffiguranti artisti e nobili dell'ambiente romano da lui raffigurati, su tutti i ritratti di Antonio Canova e Vincenzo Camuccini.
Nel 1815, le truppe del luogotenente Gioacchino Murat, Re di Napoli durante l'Impero Napoleonico, entrarono in Roma invadendo lo Stato Pontificio, nel disperato tentativo, dopo la caduta di Napoleone di unificare l'Italia sotto il suo controllo. Ciò costrinse i regnanti spagnoli ad abbandonare il loro esilio romano, questo fece perdere a José de Madrazo il suo titolo onorifico.

### Il ritorno in Spagna
Dopo la riconquista del trono spagnolo da parte di Ferdinando VII di Spagna nel 1818, José de Madrazo riuscì a ottenere di nuovo l'incarico di pittore di corte, riportando a Madrid i quadri della collezione del padre di Ferdinando che erano rimasti a Roma.
Tornato nella capitale spagnola, Madrazo, si occupò dell'allestimento e della catalogazione della Collezione Reale di dipinti, che il re aveva intenzione di collocare nel nuovo Museo del Prado.
Creò per il museo un catalogo in cui vennero riprodotti litograficamente tutti i principali dipinti presenti all'interno della Collezione. Fu uno dei pionieri della litografia, il primo ad introdurre la nuova tecnica in Spagna.
Nel 1823 divenne Direttore della Real Accademia di San Fernando ed in seguito del Museo del Prado.
Alla sua morte nel 1859, la sua dinastia artistica venne proseguita dal figlio Federico de Madrazo.